# Râul Călata
Râul Călata (în maghiară Kalota folyó) este un curs de apă, afluent al râului Crișul Repede. Acesta dă numele regiunii etnografice Călata (în maghiară Kalotaszeg).

## Hărți
- Harta județului Cluj

## Imagini

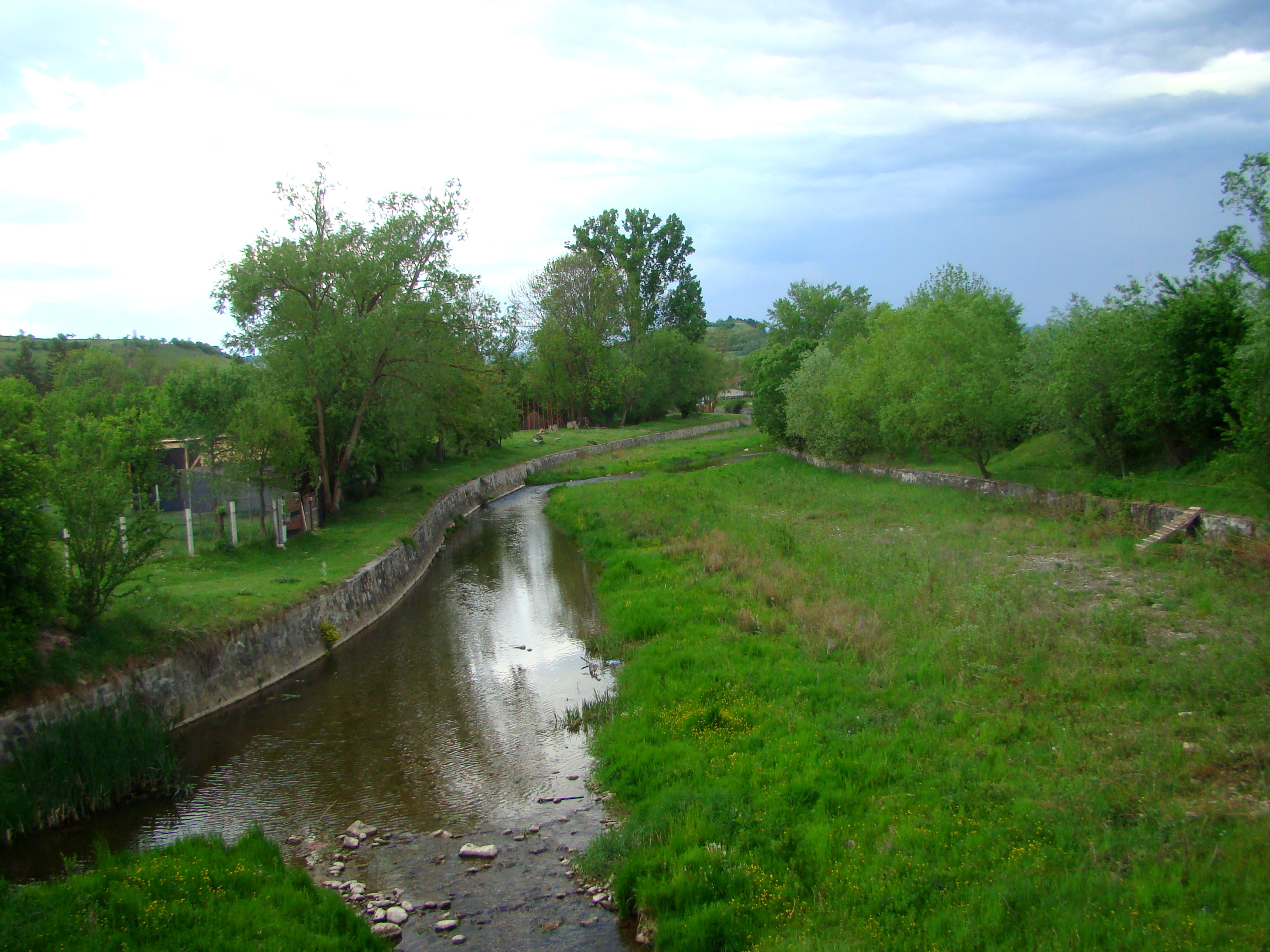
Râul Călata în localitatea cu același nume
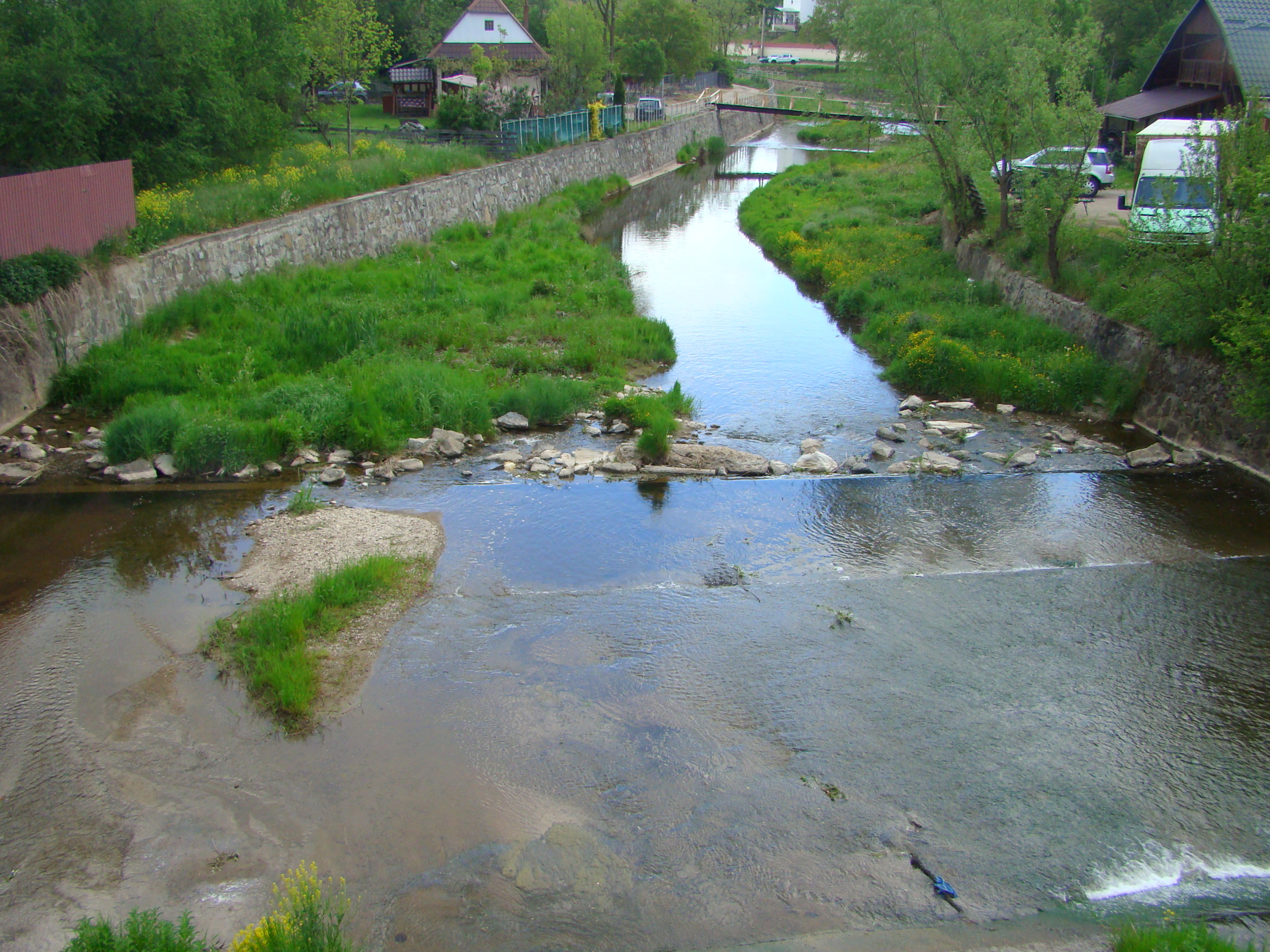
Râul Călata în localitatea cu același nume
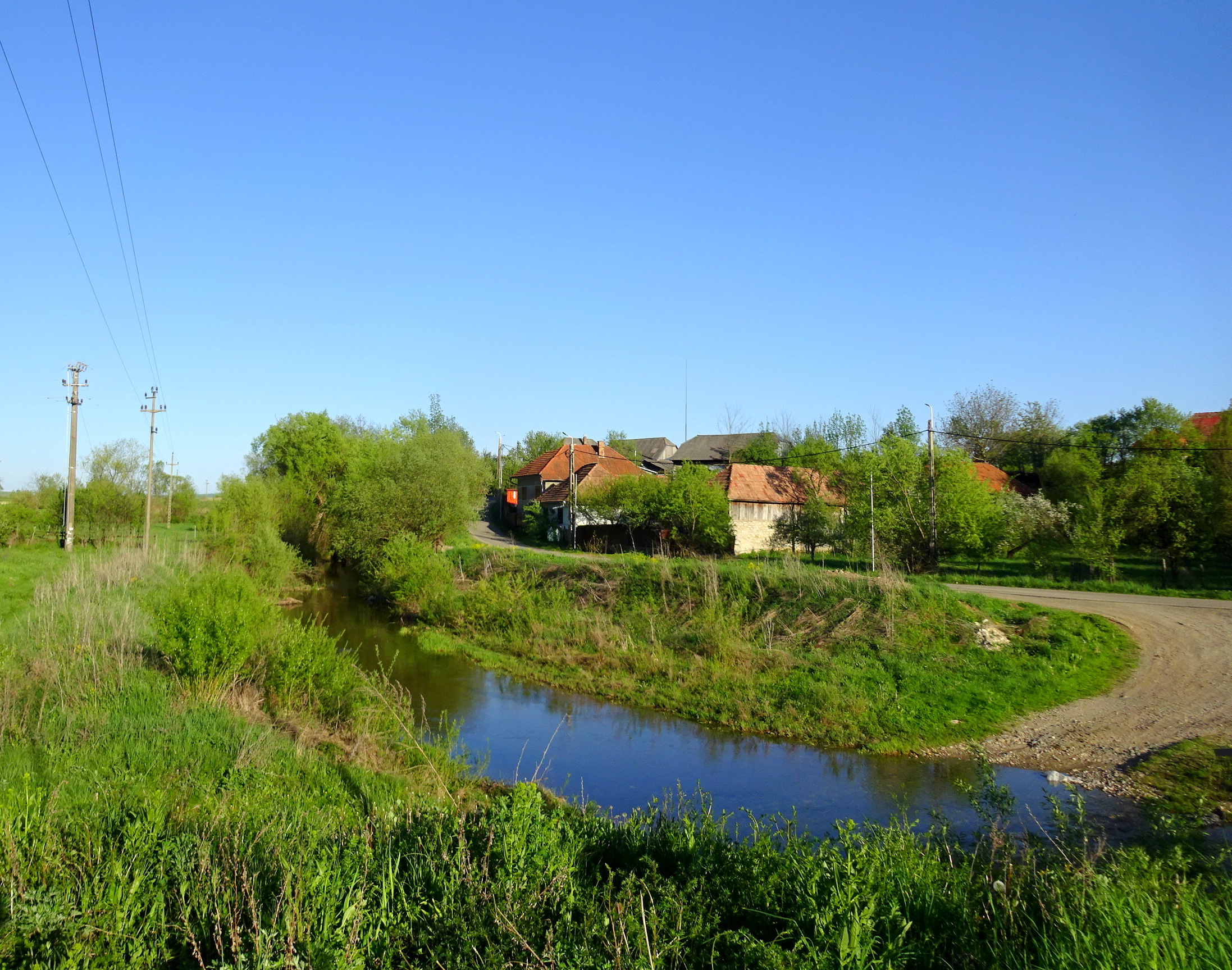
Râul Călata la Morlaca
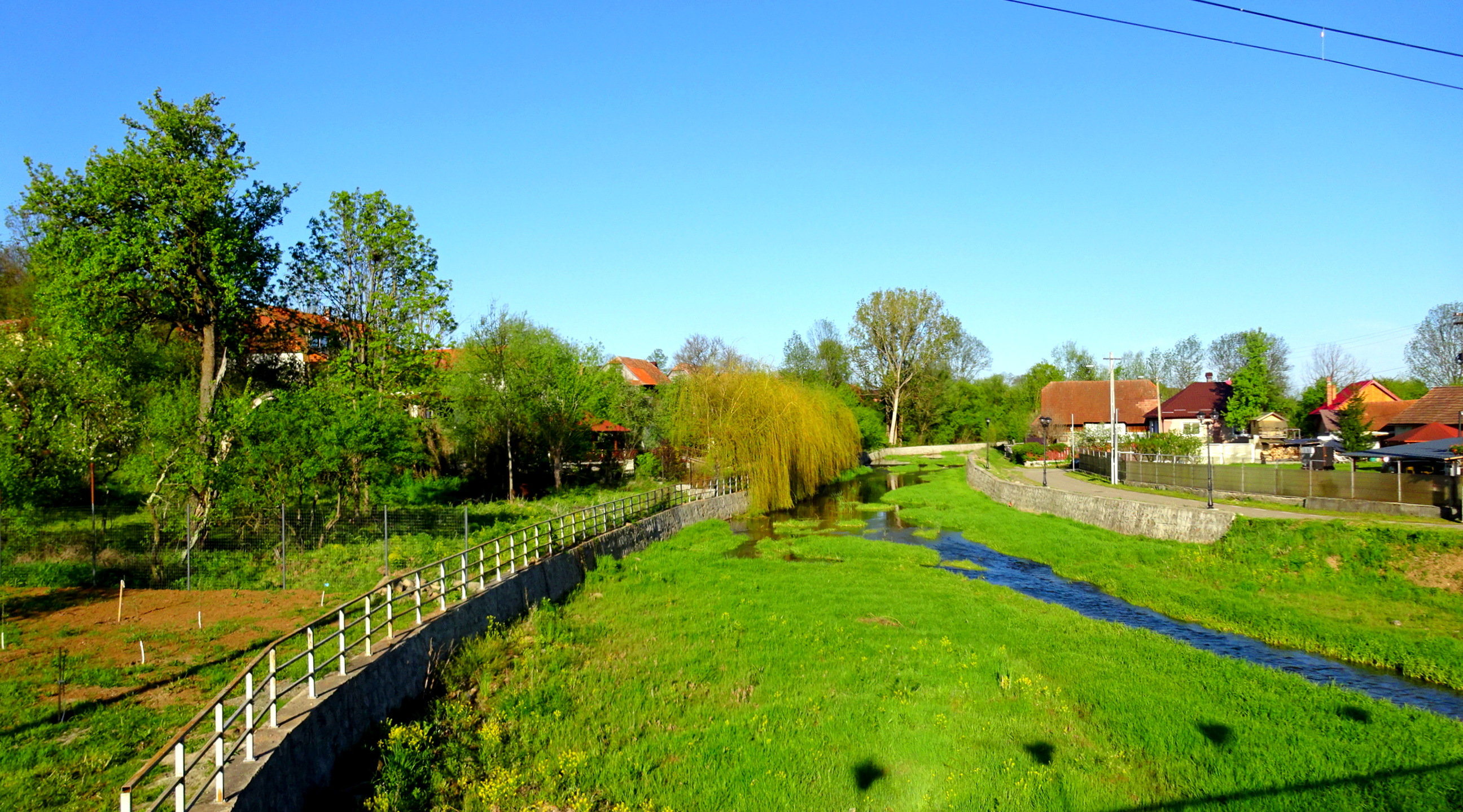
Râul Călata la Brăișoru
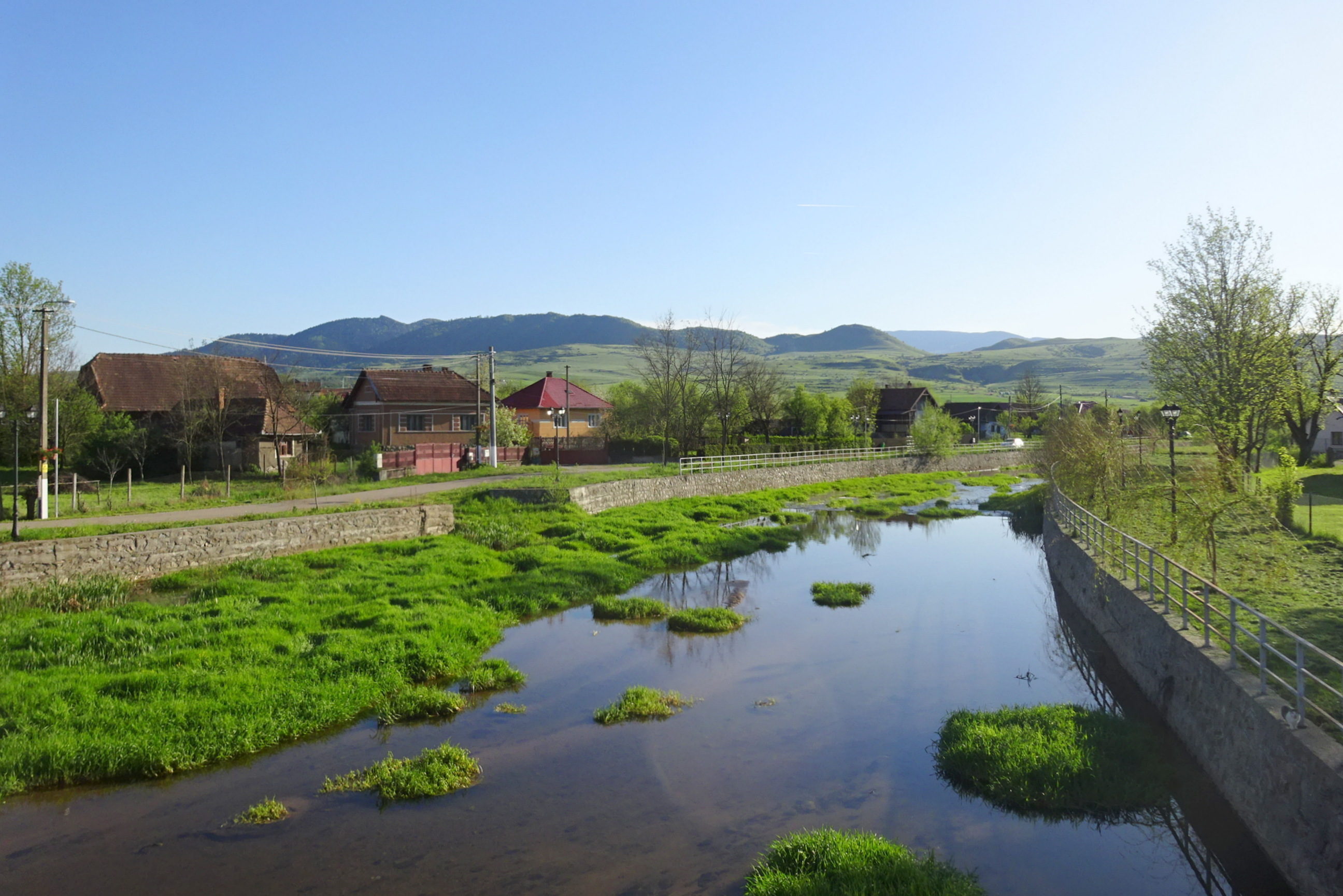
Râul Călata la Brăișoru